# Benoît Trémoulinas
Benoît Trémoulinas (Lormont, Aquitania, Francia, 28 de diciembre de 1985) es un exfutbolista francés que jugaba de lateral izquierdo con clara vocación ofensiva. También jugaba de centrocampista y extremo por el mismo lado.

## Carrera

### Inicios
Trémoulinas nació en la Comuna francesa de Lormont, un suburbio situado en las afueras de Burdeos, y comenzó su carrera en el club de su ciudad natal, el US Lormont. En 1999, firmó un contrato de juvenil con el FC Girondins de Burdeos. 

### Girondins de Burdeos

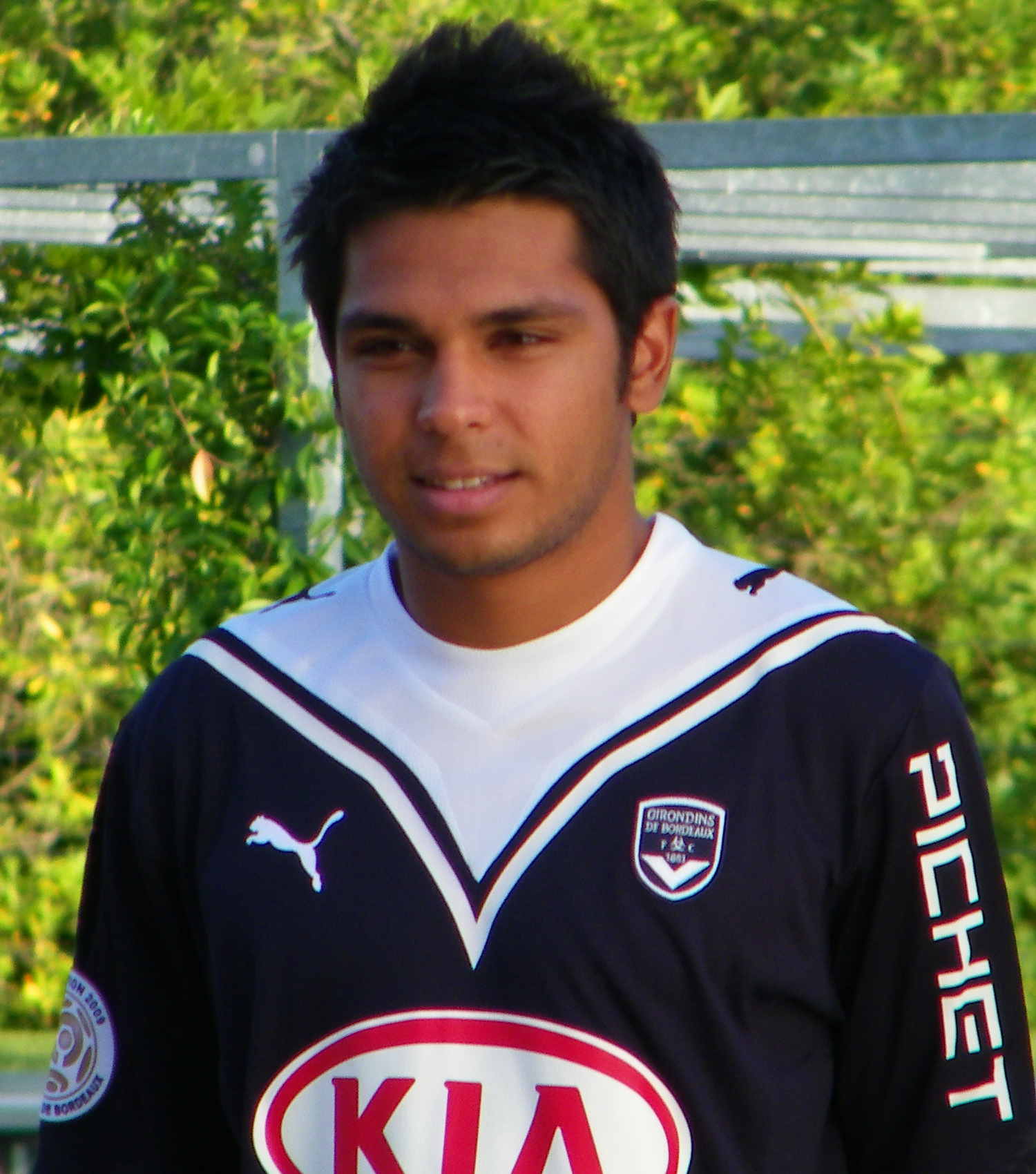
Trémoulinas con Burdeos

Trémoulinas pasó aproximadamente siete años en las categorías juveniles del club y un año en la Championnat de France Amateurs antes de recibir la llamada del primer equipo en la preparación para la Liga temporada 2007-08 tras la firma de su contrato profesional. Fue designado con el número 28 y sirvió como recambio de Florian Marange y Franck Jurietti. Trémoulinas hizo su debut profesional el 15 de agosto de 2007 en un partido de liga contra el Le Mans. Jugo únicamente 9 partidos de liga, pero era un futbolista habitual en la Copa de la UEFA 2007-08, jugando siete partidos y donde anotó su primer gol en una victoria 3-2 sobre el Panionios.
Trémoulinas se integró poco a poco en las listas de convocados para la Liga en la temporada 2008-09 de la mano del entrenador del club Laurent Blanc por encima tanto de Marange (debido a una lesión) como de Jurietti, aunque este último fue utilizado en los partidos importantes, como los partidos contra el Paris Saint-Germain, Lyon, y la final de la Copa de la Liga de Francia. Trémoulinas jugó dicha final como un recambio a los 17 minutos para sustituir al lesionado Wendel, pero tuvo que salir sustituido en el descanso, también debido a una lesión. El Burdeos ganó el partido por 4-0 dando a Trech, como es apodado por los aficionados del Burdeos, su primer título como profesional. Tras la final, Trémoulinas fue titular los últimos cinco encuentros de la temporada, ayudando al Burdeos a ganar el título de liga, diez años después del último. En total con el equipo, jugó 31 partidos, anotando su único gol de la temporada contra el Guingamp en la victoria por 4-2 en la Copa de la Liga de Francia.
El 29 de mayo de 2009, Trémoulinas fue recompensado con una renovación de contrato hasta junio de 2013. Su notable rendimiento durante la temporada 2009-10 hizo que creciera el intereses por ficharle de varios equipos europeos, aunque Trémoulinas rápidamente negó los rumores.

### FC Dynamo Kiev y cesión al Saint-Étienne
El 12 de julio de 2013 firma con el FC Dynamo Kiev hasta 2017, por un montante de 6,5 millones de euros. El 31 de enero de 2014, vuelve a Francia, cedido al Saint-Étienne hasta final de temporada. A pesar de que el club francés intento hacerse con su pase permanente tras finalizar al cesión, el 8 de julio vuelve oficialmente a la disciplina del Dynamo Kiev.

### Sevilla FC
El 21 de agosto de 2014 firma con el Sevilla FC por una cantidad aproximada a los 3 millones de euros, el 22 de mayo de 2017  confirmaba su salida del Sevilla FC después de pasar una temporada entera lesionado.

### Retirada
Tras no acabar de recuperarse de la lesión que sufrió en el año 2016 y que no le permitió jugar en su última temporada como sevillista, el 14 de febrero de 2019 anunció su retirada como futbolista profesional.

## Clubes
| Club                        | País    | Año         |
| --------------------------- | ------- | ----------- |
| F. C. Girondins de Bordeaux | Francia | 2007 - 2013 |
| F. C. Dinamo de Kiev        | Ucrania | 2013        |
| A. S. Saint-Étienne         | Francia | 2014        |
| Sevilla F. C.               | España  | 2014 - 2017 |

## Palmarés

### Campeonatos nacionales
| Título                | Club                  | País    | Año  |
| --------------------- | --------------------- | ------- | ---- |
| Trophée des Champions | Girondins de Bordeaux | Francia | 2008 |
| Ligue 1               | Girondins de Bordeaux | Francia | 2009 |
| Copa de la Liga       | Girondins de Bordeaux | Francia | 2009 |
| Trophée des Champions | Girondins de Bordeaux | Francia | 2009 |

### Torneos Internacionales
| Título             | Club          | Sede     | Año  |
| ------------------ | ------------- | -------- | ---- |
| UEFA Europa League | Sevilla F. C. | Varsovia | 2015 |
| UEFA Europa League | Sevilla F. C. | Basilea  | 2016 |